# Richard E. Markert

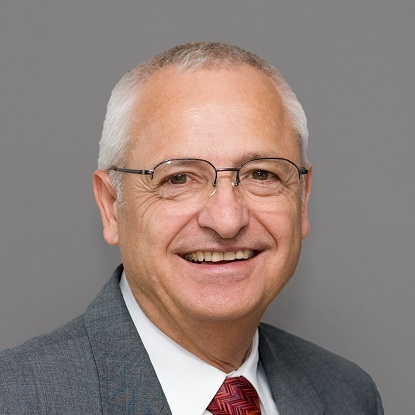
Richard E. Markert (2008)

Richard Markert (* 26. November 1948 in Schweinfurt) ist ein Ingenieur und Hochschullehrer. Bis zu seiner Entpflichtung leitete er das Institut für Strukturdynamik (sdy) an der Technischen Universität Darmstadt.

## Werdegang
Nach einer Lehre zum Kfz-Mechaniker und dem Maschinenbaustudium an der FH Schweinfurt arbeitete Markert für einige Zeit als Konstruktionsingenieur bei SKF. Von 1973 bis 1975 studierte er dann an der Technischen Universität Berlin Physikalische Ingenieurwissenschaften. Danach war er Assistent am Institut für Mechanik der TU Berlin und wurde 1980 von den Professoren H. Pfützner und R. Gasch mit einer Arbeit über die Resonanzdurchfahrt zum Dr.-Ing. promoviert. Von 1980 bis 1992 leitete Markert das Laboratorium für Schwingungstechnik an der Helmut-Schmidt-Universität in Hamburg. 1992 wurde Markert zum Universitätsprofessor für Mechanik an die Technische Hochschule Darmstadt berufen. Im Zuge von Umstrukturierungen übernahm er 2006 das Institut für Strukturdynamik, welches aus dem Fachgebiet Maschinendynamik hervorging. 2014 wurde Markert entpflichtet und das Institut wurde in „Angewandte Dynamik“ umbenannt.

## Forschung und Lehre
Die wissenschaftlichen Arbeiten von Markert liegen in den Bereichen Maschinen- und Strukturdynamik, Mechatronik, Schwingungsmesstechnik einschließlich Strukturidentifikation und Signalanalyse sowie insbesondere in der Rotordynamik. Unter seiner Leitung wurde an der TU Darmstadt das Labor für Rotordynamik aufgebaut. Als Autor und Koautor verfasste er mehr als 200 Veröffentlichungen zu den Themen Resonanzdurchfahrt, Anstreifen, aktive Magnetlager, Gleitlagerdynamik, Turbolader-Dynamik, Auswuchten und elektrorheologische Flüssigkeiten. Zahlreiche Industriekooperationen bestätigen die Praxisnähe der Forschungsthemen.
Neben den Grundlagenvorlesungen in Technischer Mechanik und Strukturdynamik hielt Markert regelmäßig Vorlesungen zur Rotordynamik, Schwingungsmesstechnik und Fahrzeugdynamik. Einige Vorlesungsinhalte sind in neun Büchern des Shaker Verlags verfügbar. Während seiner aktiven Zeit war Markert an mehreren internationalen Forschungsprojekten beteiligt und baute insbesondere enge Kooperationen zu Universitäten in Brasilien auf. Die Projekte ermöglichten es etlichen seiner Studierenden und Doktoranden für eine gewisse Zeit an den Partnerinstituten zu studieren und zu forschen, und viele ausländische Wissenschaftler waren länger an seinem Institut in Darmstadt. Auch der Dual Degree Studiengang zwischen den Maschinenbaufakultäten der USP in São Paulo und der TU Darmstadt wurde maßgeblich von Markert geprägt.

## Außeruniversitäre Tätigkeiten
Neben seiner Lehr- und Forschungstätigkeit nahm Markert zahlreiche Aufgaben innerhalb und außerhalb der TUD wahr: u. a. Dekan, Vertreter der TUD im Deutschen Hochschulverband, nominiertes Mitglied in DIN- und ISO-Normungsausschüssen sowie von Fachausschüssen des VDI. Außerdem ist Markert in den Steuerungskomitees der SIRM und der IFToMM sowie im Editorial Board der Zeitschrift Technische Mechanik.
Darüber hinaus ist Markert Fachbegutachter von Prüflaboratorien für die Deutsche Akkreditierungsstelle (DAkkS) und Mitglied des dort angesiedelten Sektor-Komitees Maschinenbau.

## Werke
- R. Markert: Resonanzdurchfahrt unwuchtiger biegeelastischer Rotoren; Düsseldorf: VDI-Verlag 1980
- R. Markert, N. Norrick: Einführung in die Technische Mechanik; Aachen: Shaker Verlag 2015
- R. Markert: Statik und Elastomechanik; Aachen: Shaker Verlag 2016
- R. Markert: Statik – Aufgaben; Aachen: Shaker Verlag 2015
- R. Markert: Elastomechanik – Aufgaben; Aachen: Shaker Verlag 2016
- R. Markert: Dynamik; Aachen: Shaker Verlag 2013
- R. Markert: Dynamik – Aufgaben; Aachen: Shaker Verlag 2013
- R. Markert: Strukturdynamik; Aachen: Shaker Verlag 2013
- R. Markert: Strukturdynamik – Aufgaben; Aachen: Shaker Verlag 2014
- K. Baumann, R. Markert: Dynamik – Aufgaben – Band 2; Düren: Shaker Verlag 2021